# نهر فهغ
نهر فهغ (بالملايوية: Sungai Pahang)‏ هو نهر يتدفق عبر ولاية فهغ بماليزيا. طوله 459 كم، وهو أطول نهر في شبه جزيرة ملايو. يبدأ النهر عند التقاء نهري جيلاي وتيمبلنغ على جبال تيتيوغسا ويصب في بحر الصين الجنوبي.

## معرض صور

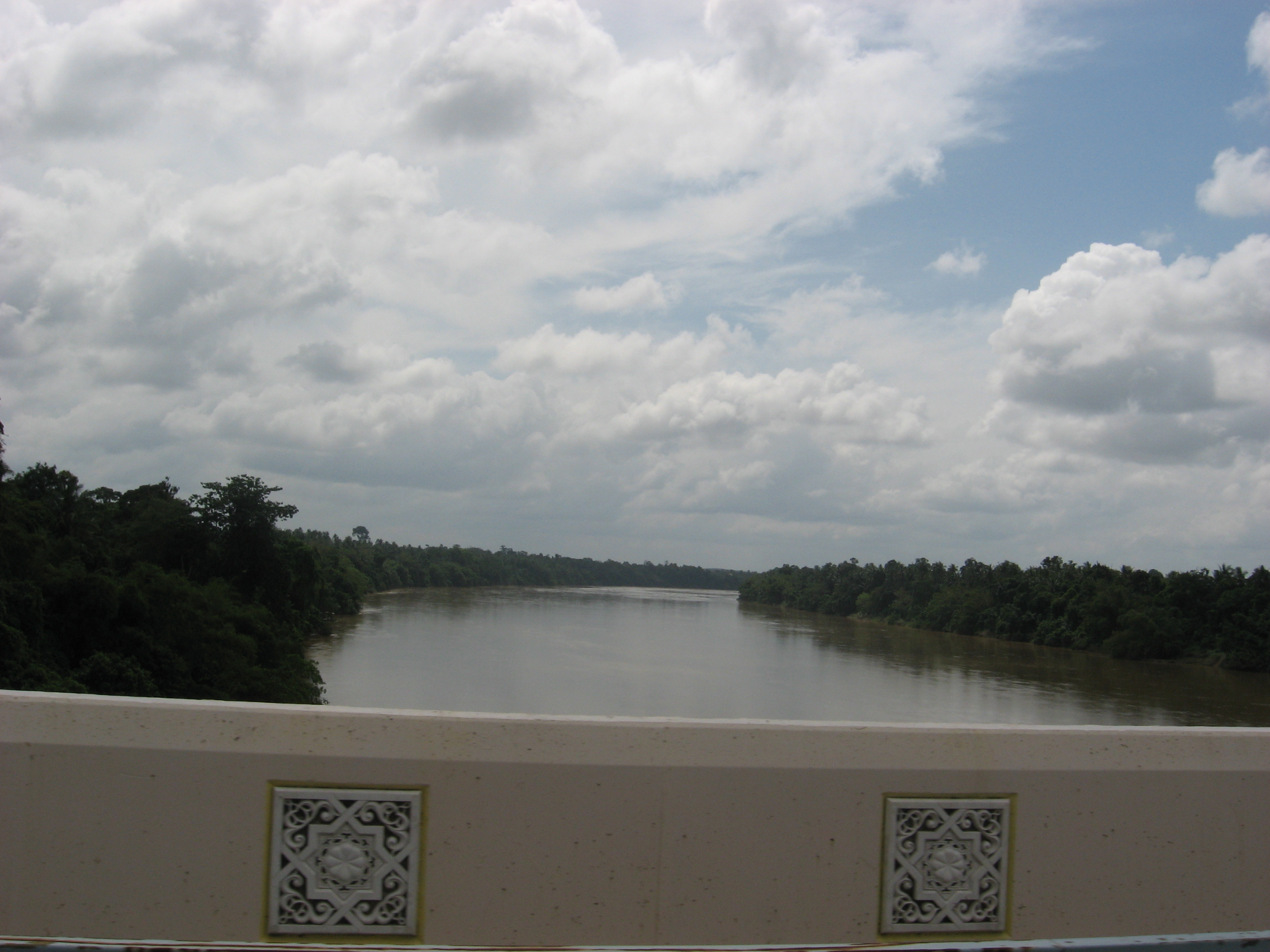
نهر فهغ بالقرب من تشينور.
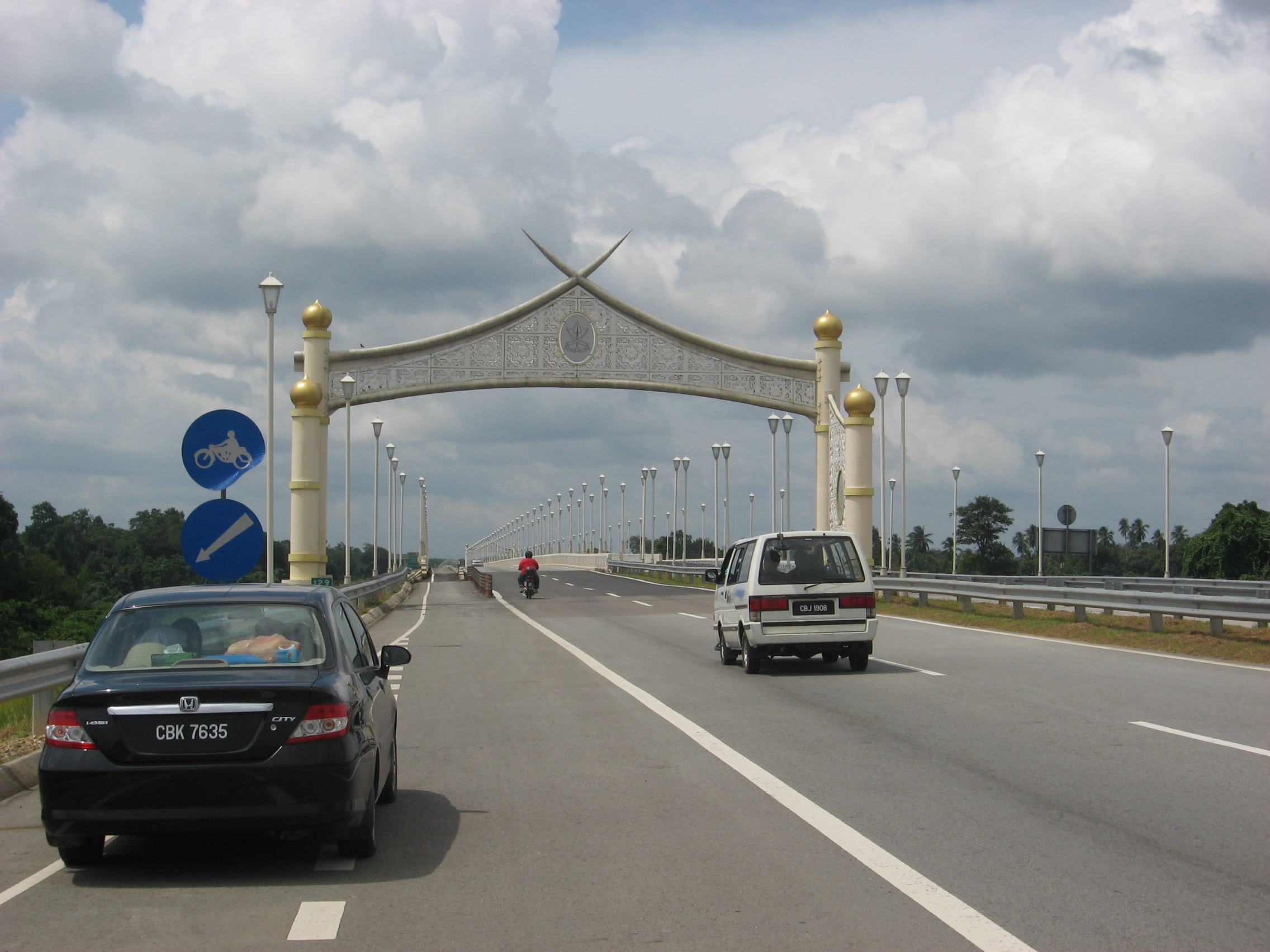
جسر خرساني جديد فوق نهر فهغ.
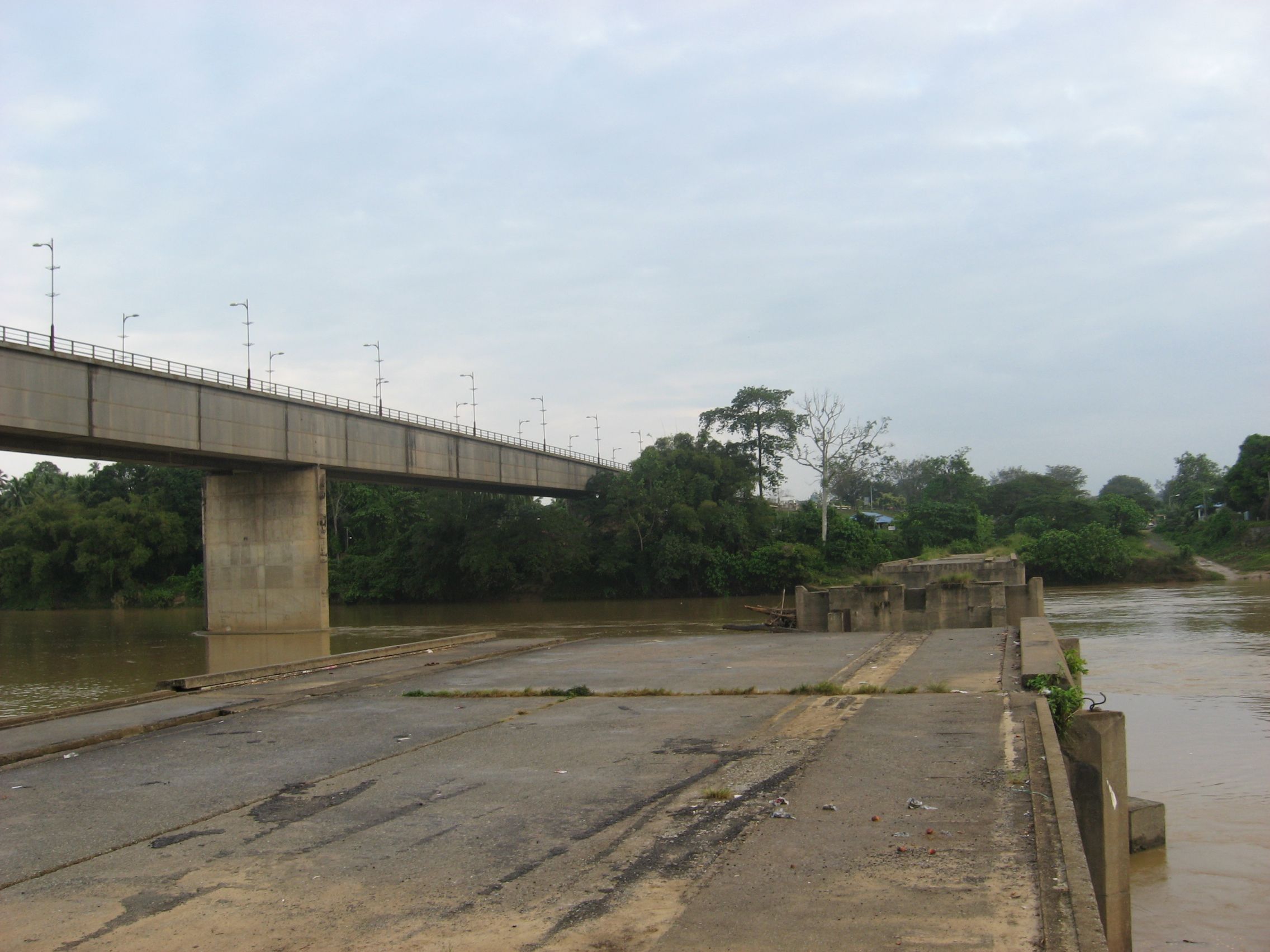
جسر تيميرلوه المتضرر خلال فيضان 1971/72.
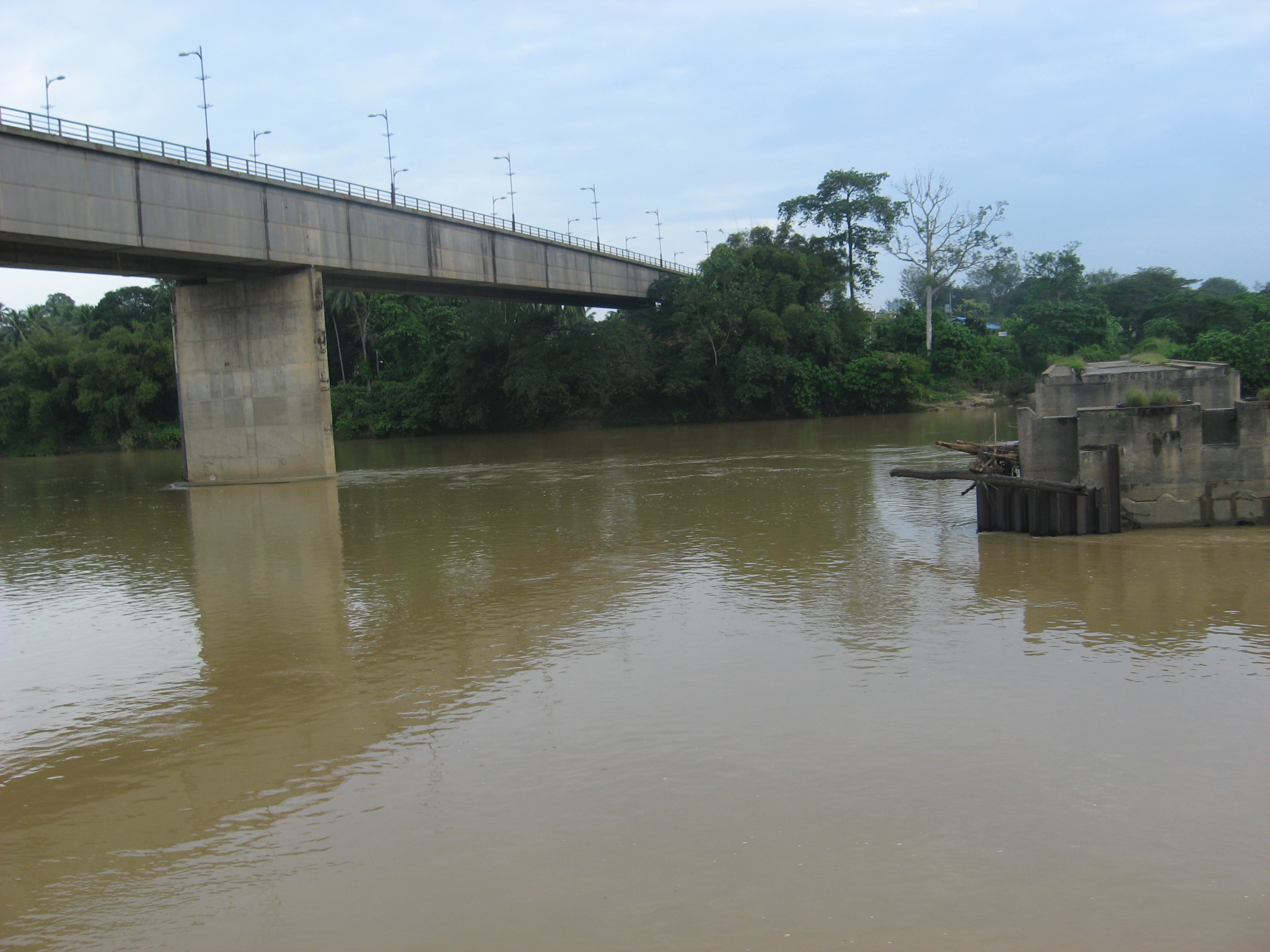
جسر فولاذي شيد في عام 1973 بالقرب من تيميرلوه.
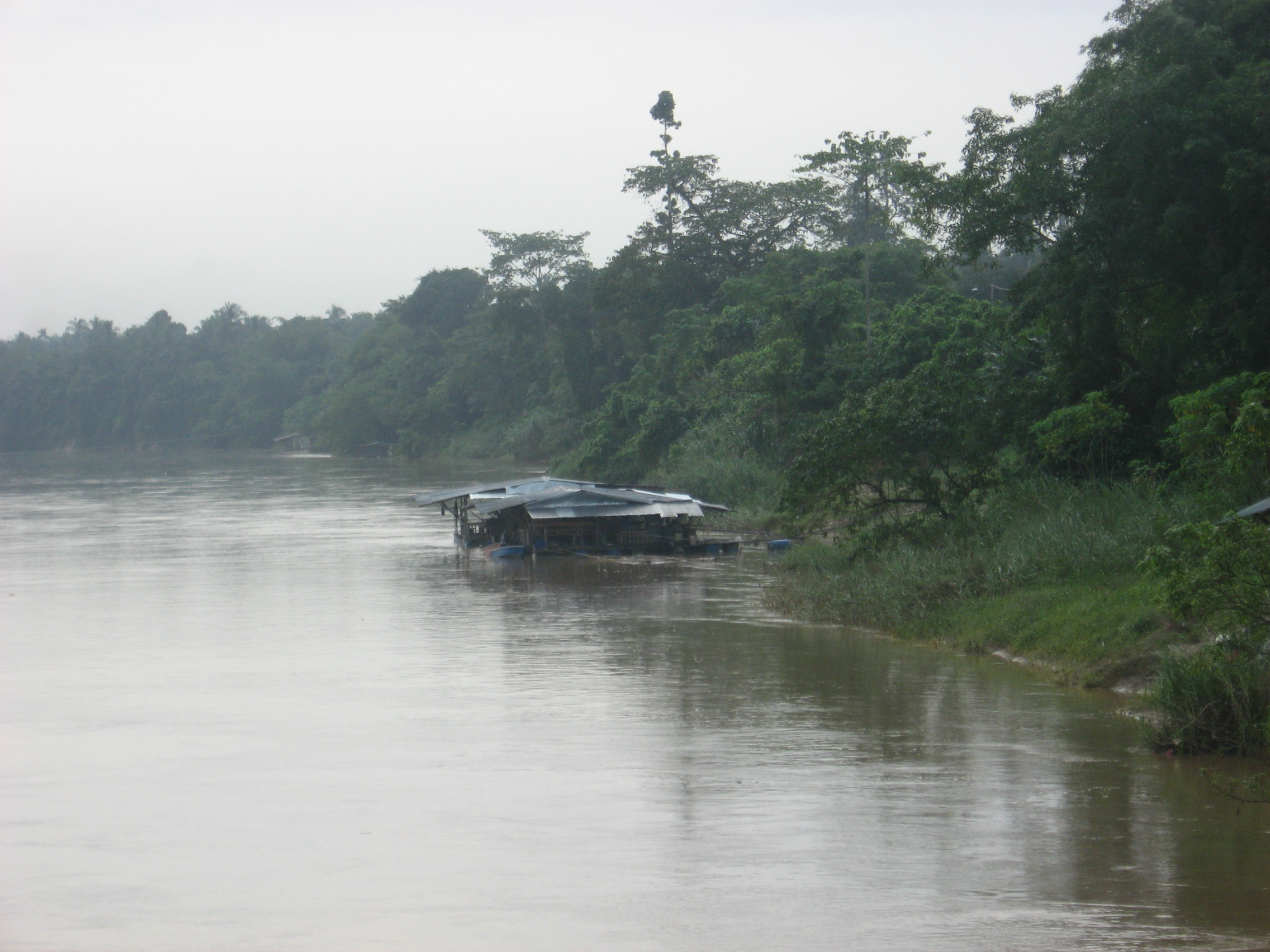
منزل بالقرب من بلدة تيميرلوه.